# Pozsga

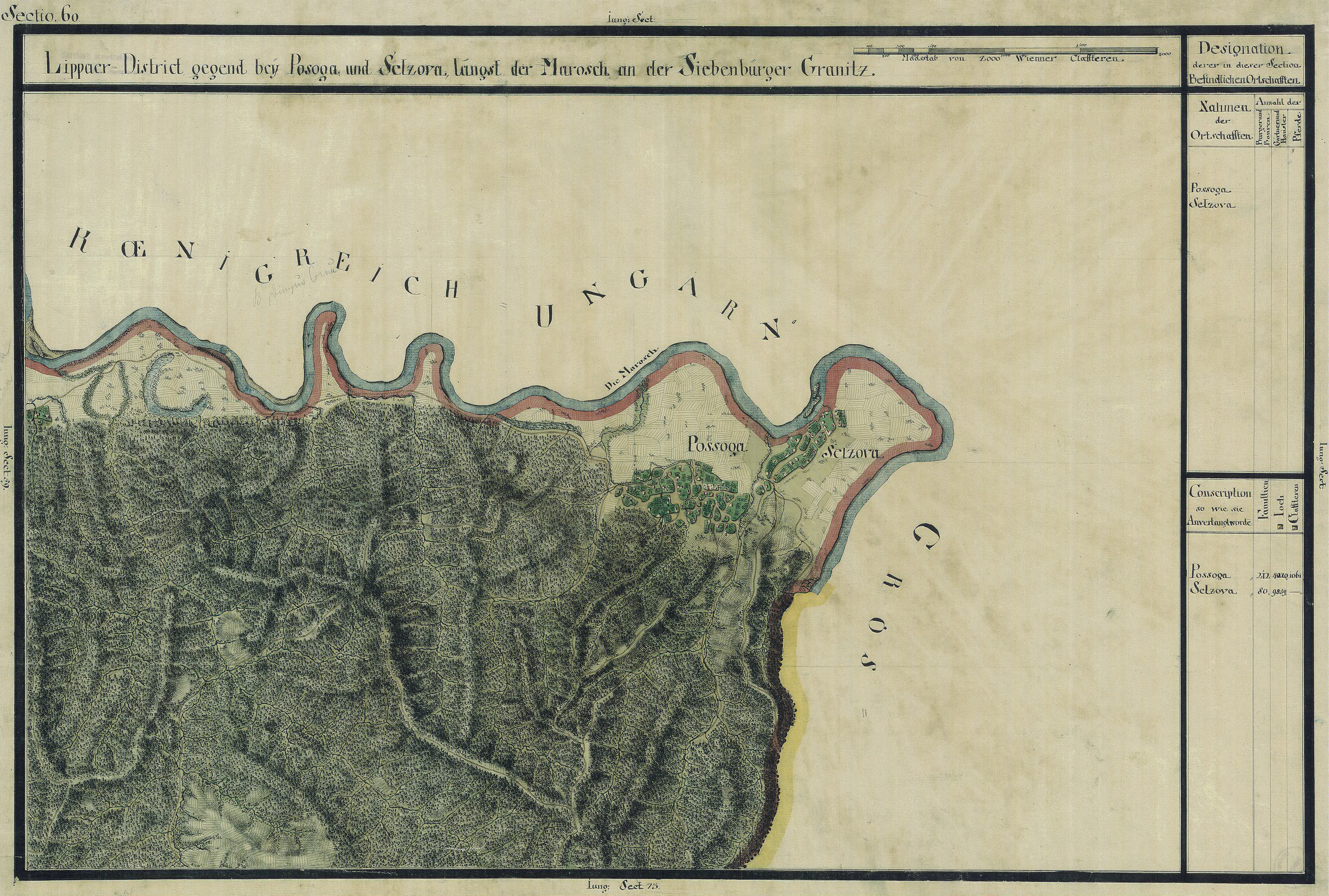
Pozsga egy régi térképen

Pozsga (románul: Pojoga) falu Romániában, Bánságban, Hunyad megyében.

## Fekvése
Zámtól délnyugatra, a Maros déli partján fekvő falu.

## Története
Pozsga és környéke ősidők óta lakott hely lehetett, ezt bizonyítják a falu melletti barlangban talált őskori leletek: csontok és kerámia töredékek is. Nevét 1366-ban említette először oklevél Posga néven; ekkor a Csanád nemzetségbeli Thelegdyek birtoka volt. 1468-ban p. Posaga a Dienesek birtoka volt, majd 1508-ban a Thelegdyek kapták új adományként. 1545-ben egy okirat szerint Posga-i Péter tordai ágostonos perjel, majd 1553-ban Posgay Istvánt említették Harinai Farkas familiárisaként Katona faluban.
A trianoni békeszerződés előtt Krassó-Szörény vármegye Marosi járásához tartozott.
1910-ben 855 lakosából 841 román, 13 német volt. Ebből 839 görög keleti ortodox , 10 római katolikus volt.

## Népessége
| 2011 | 314 |
| 2021 | 280 |

## Nevezetességek
- A pozsogai erdő 20 hektárnyi területét 2000-ben természetvédelmi területté nyilvánították.[1]